# Dendrodoris guttata
Dendrodoris guttata is een slakkensoort uit de familie van de Dendrodorididae. De wetenschappelijke naam van de soort is voor het eerst geldig gepubliceerd in 1917 door Odhner.